# Паль, Оскар Максимович
Оскар Максимович Паль — советский хозяйственный и политический деятель.

## Биография
Родился в 1936 году в Москве. Член КПСС.
В 1965—1997 гг. — директор свиноводческого совхоза «Советский»/агрофирмы «Советская» Возвышенского района Северо-Казахстанской области Казахской ССР.
Избирался народным депутатом СССР (1989—1991). Делегат XIX конференции КПСС.
Умер после 1997 года.

## Награды
- Орден Ленина (1986)
- Орден Октябрьской Революции
- Орден Трудового Красного Знамени
- Орден Знак Почёта (1971)
- Медаль «За трудовую доблесть»